# Limnatis nilotica
Limnatis nilotica — вид п'явок з роду Limnatis родини Hirudinidae. Інші назви єгипетська, нільська, кінська п'явка.

## Опис
Зовнішністю і розміром схожа на медичну п'явку. Щелепи малі і слабкі, прокусити шкіру не можуть. Тому може смоктати кров лише зі слизових оболонок, чим і пояснюється її шкідливість. Поверхня її тіла дуже гладенька і виділяє значну кількість слизу Задня присоска велика, її діаметр помітно перевершує половину найбільшої ширини тіла, вона дуже потужна.
Спина її зеленувато-коричневого забарвлення. Черево темніше спинної сторони і відливає синім або фіолетовим кольором. З боків тулуба проходять жовті смуги.

## Спосіб життя
Зустрічається в джерелах, ставках, озерах і тихих річках, інших невеликих водоймах. Є паразитом, смокче кров різних ссавців, людини, іноді земноводних.
Є гермафродитом, відкладає яйця купками до 50 яєць, біля води, в темних вологих місцях.

## Розповсюдження
Мешкає у країнах Середземномор'я (північна Африка, південна Європа), Ефіопії,, на Кавказі та Близькому Сході, в Середній Азії.

## Вплив на тварин і людину
Потрапляє в ротову порожнину, а потім в глотку, носоглотку, гортань ссавців і людини, коли вони п'ють воду прямо з водойм. У деяких випадках п'явка може закупорити гортань і викликати удушення. Присутність Limnatis nilotica викликає кровохаркання і кровотеча, нерідко рясні. У 1970-ті роки в Середній Азії, Близькому Сході іноді до 30 % худоби, приганяли на бойні, заражене нею. Під час купання людей у водоймах, де водиться ця п'явка, вона може проникнути в сечові і жіночі статеві органи, в кон'юнктивний мішок очей. Відомий випадок, коли вона перебувала в людині 3 місяці 20 днів. Саме цей вид п'явок найчастіше викликає гірудіноз.